# 마시모 고이치
마시모 고이치(일본어: 真下耕一, 1952년 5월 21일)는 도쿄도 출신의 애니메이션 감독이다. 죠치 대학 법학과 졸업이며 주식회사 비트레인 대표이사이다. 일본 영화 감독 협회 회원이기도 하다.

## 약력
어렸을 적부터 영화를 좋아하는 사람이었고, 고교시절부터 8밀리 영화를 자주 제작하였고, 대학시절대에는 영화 연구회에 가입했다.애니메이션에는 흥미가 없었고, 대학 4학년 때에 공동 TV에서 반년 정도 아르바이트를 하고 있었는데, 애니메이션 제작 회사 타트노코프로의 신문 구인 광고를 보고, 영상 작품을 만드는 회사라고 하는 것으로 생각하고 1975년 11월 6일에 입사한다.시나리오를 쓰고 싶어서, 연출 조수를 지망해, 애니메이션 감독 사사가와 히로시의 지도를 받아 3개월 후에는 《타임보칸시리즈》의 연출을 담당.타트노코프로 때에 동기 니시쿠보 미즈호, 우에다 히데히토와 2년 늦게 입사한 오시이 마모루과 함케 타트노코 사천왕의 이명을 가지게 되었다.1981년 황금 전사 고르드라이탄 메인 디렉터를 맡고 「미라이 경찰 우라시만」까지, 차세대의 타트노코프로의 메카 액션 노선을 이끌었다.1984년에 퇴사 한다.
1997년에 호리카와 켄지(현·P.A.WORKS 사장)와 함께 비트레인을 설립했다.